# Karl von Schmid (Politiker, 1827)
Karl von Schmid (* 15. September 1827 in Böttstein; † 12. Dezember 1889 in Baden; heimatberechtigt in Altdorf und Böttstein) war ein katholisch-konservativer Schweizer Politiker und Richter. Von 1863 bis 1864 vertrat er den Kanton Aargau im Ständerat, von 1866 bis 1887 war er Nationalrat.

## Biografie
Von Schmid wuchs auf Schloss Böttstein auf, das seine ursprünglich aus dem Kanton Uri stammende Familie im Jahr 1674 erworben hatte. Nach dem Besuch des Jesuitenkollegiums in Fribourg entschloss er sich mit seinem Freund Gustav Arnold an den Universitäten Löwen (Belgien) weiter zu studieren. Dort belegte er die Fächer Philosophie, Recht und Staatswissenschaften. Anschliessend studierte er mit in Freiburg im Breisgau weiter. 1854 übernahm er das Schloss von seinem verstorbenen Vater. 1862 wurde von Schmid in den Grossen Rat gewählt und übernahm auch das Amt des Bezirksrichters in Zurzach. Ab 1880 war er als Ersatzrichter am Bundesgericht tätig, 1884/85 amtierte er als Vizepräsident des aargauischen Verfassungsrates.
1863 ordnete der Grosse Rat von Schmid in den Ständerat ab, dem er ein Jahr lang angehörte. Bei den Parlamentswahlen 1866 wurde er in den Nationalrat gewählt, dem er bis 1887 angehörte. Im Parlament und in der Presse vertrat er konsequent den Standpunkt der katholischen Minderheit. Während des Kulturkampfs wandte er sich vergeblich gegen die Amtsenthebung von Bischof Eugène Lachat. Auch sein Einsatz gegen die endgültige Aufhebung der Frauenklöster Gnadenthal und Hermetschwil blieb erfolglos. Er gewährte Gesinnungsgenossen wie Carl Caspar von Droste zu Hülshoff Asyl in seinem Schloss.
Karl von Schmid war mit der aus Altdorf stammenden Josefa Louise, geborene Müller (1832–1897), verheiratet. Ihre jüngste Tochter Helena war die Ehefrau des Malers Joseph von Moos.